# Cynopotamus xinguano
Cynopotamus xinguano é uma espécie de peixe da família dos Caracídeos e da ordem dos caraciformes. Vivem em zonas de clima tropical, na América do Sul, mais especificamente, na bacia do rio Xingu, no Brasil.